# A szépség és a szörnyeteg (mese)

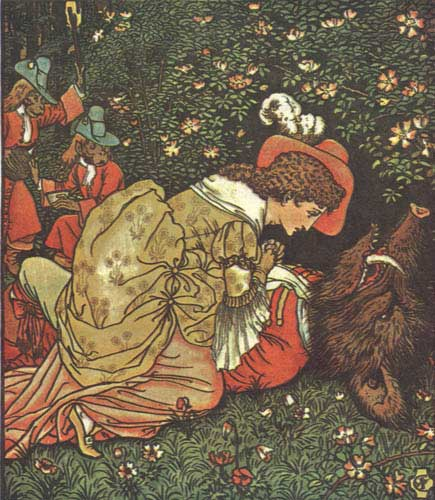
Walter Crane illusztrációja

A szépség és a szörnyeteg vagy A szép és a szörnyeteg vagy Világszépe és a szörnyeteg (franciául: La belle et la béte) egy európai népmese, melyet először Gabrielle-Suzanne Barbot de Villeneuve írta le és jelentette meg 1740-ben. A legismertebb változatot Jeanne-Marie Le Prince de Beaumont jegyezte le és először 1756-ban jelent meg és egy évvel később lefordították angolra. A történetnek rengeteg változata van, köztük megtalálható Benedek Elek A rózsa című meséje és a Grimm fivérek A táncos-dalos kis pacsirta című meséje is.

## Cselekmény

### Jeanne-Marie Le Prince de Beaumont változata
Egy gazdag kereskedő boldogan él három fiával és három lányával, akik mind szépek, de a legkisebb, aki még nem töltötte be a tizennegyedik életévét a legszebb és a legtisztább szívű, a nővérei pedig gonoszak és önzőek voltak. A kereskedő hajói egy nagy viharban elsüllyednek, ezért elszegényednek és kénytelenek leköltözni egy falusi házba vidékre és dolgozni a megélhetésért. Pár év múlva az apa meghallja, hogy az egyik hajója talán megmenekült és feléled a remény, hogy újra gazdagok lehetnek. Mielőtt elindul a kikötőbe megkérdezi lányait, mit kérnek, mit hozzon nekik. A két idősebb szép ruhákat és ékszereket kér, a legkisebb pedig egy olyan rózsát, amely sehol másutt nem terem. Ámde a kereskedő adósságai miatt a hajó rakományát elkobozzák, emiatt üres kézzel kell hazatérnie. Eltéved az erdőben és egy ismeretlen kastélyra lel, ahol a kastély láthatatlan ura ad neki szállást és élelmet. Reggel mikor elindul, meglát egy nagy rózsakertet, ahol gyönyörű rózsák teremnek. Leszakít egyet, ekkor megjelenik a hely ura: egy szörnyeteg. Dühében, mert leszakította a rózsát meg akarja ölni a kereskedőt, de az könyörög és elmondja: csupán a lányának szedte le a rózsát. A szörny megkíméli az életét, de cserébe a lányának el kell jönnie a kastélyba és a szörnyeteggel kell élnie. Ad az embernek ruhákat és ékszereket, majd hangsúlyozza, hogy a lánynak önként kell eljönnie. Mikor az apa hazatért próbálja eltitkolni lánya elől a dolgot, de az kiszedi belőle és végül önszántából elmegy a szörnyhöz. A szörny jóindulatú hozzá, közli vele mostantól ő a vár úrnője. Sok ruhával és étellel halmozza el. Minden este együtt esznek és a szörny mindig megkérdezi a lánytól, hozzá megy-e. A lány minden alkalommal elutasítja, mert csak barátként szereti a szörnyet. Ilyenkor minden este álmában egy jóképű herceg jelenik meg neki, aki megkérdezi őt, miért mond nemet a szörnynek. A lány nem veszi észre az összefüggést a szörny és a herceg között. Azt hiszi a szörny fogva tartja a herceget, ezért végignézi a palota valamennyi szobáját, de nem talál senkit. Hosszú ideig pompás életet él a kastélyban, olyan szolgák szolgálják ki, akiknek csak a kezük és a lábuk látszik, a gazdagság pedig végtelen. A lánynak honvágya lesz és megkéri a szörnyet, hadd menjen haza. Az elengedi, de egy hét múlva haza kell a lánynak térnie. Ad neki egy varázstükröt, melyben látja, mi történik éppen a várban és egy gyűrűt, melyet, ha háromszor körbeteker az ujján rögtön a várban terem. A nővérek látják, húguk milyen nagyszerű körülmények közt él, irigyek lesznek, majd hagyma segítségével elérik, hogy még maradjon náluk. A lánynak bűntudata lesz, emiatt belenéz a tükörbe és meglátja a szörnyet, aki fájdalmában a rózsabokrok alatt fekszik és haldoklik. A gyűrűvel visszatér és ott sírni kezd és elmondja, mennyire szereti őt. Ekkor a szörnyből szép herceg lesz. Elmondja a lánynak, hogy egy tündér változtatta szörnyé, mert nem akarta beengedni az eső elől. Az átok, pedig csak akkor törik meg, ha megtalálja a szerelmet. Összeházasodnak és boldogan élnek együtt.

### Gabrielle-Suzanne Barbot de Villeneuve változata
Villeneuve változata több elemet tartalmaz, mint Beaumont-é. A szörny és a szépség háttértörténetéről többet tár fel. A Szörny egy királyfi volt, aki elvesztette az apját fiatal korában, és az anyjának háborúba kellett mennie, hogy megvédje országát. A királynő egy gonosz tündérre hagyta őt, aki megpróbálta elcsábítani a herceget, amikor felnőtt korba lépett. Miután az ifjú ellenállt, szörnyeteggé változtatta. A szépség története felfedi, hogy ő igazából nem egy kereskedő lánya, hanem egy király és egy jó tündér gyermeke. Egy gonosz tündér meg akarta gyilkolni a lány-t, ezért összeházasodott a királlyal, és a szépséget a kereskedő halott lányának a helyére tették, hogy megvédjék. Beaumont nagyon lefaragta a karakterek jellemét és leegyszerűsítette a mesét egy ősi mesetípusba.

## Feldolgozások
A mesét rengetegszer dolgozták fel filmen, színházban, zenében egyaránt. Köztük az egyik leghíresebb Jean Cocteau 1946-os filmje, mely hűen dolgozza fel Beaumont meséjét. A másik az 1991-ben bemutatott Disney film, amely szintén Beaumont meséjén alapul, de attól sok pontban eltér. 2014-ben Léa Seydoux és Vincent Cassel szereplésével készült film, amelyet Christophe Gans rendezett. 2017-ben mutatták be az 1991-es Disney rajzfilm élőszereplős változatát, melyet Bill Condon rendezett, a főbb szerepeket Emma Watson és Dan Stevens alakították.